# 自畫像 (電影)
《自畫像》（英語：The Last Painting），是一部於2017年上映的社會寫實電影。由林哲熹、張寗、林微弋、張喬翔、鄭人碩、呂名堯、岡本孝領銜主演，台灣於2017年9月22日上映。本片獲得第10屆西班牙南方影展最佳影片大獎。

## 演員
| 演員                | 角色         | 備註                                                |
| 林哲熹              | 江中澤       | 三三男友 社運憤青、畫家。楊婕為其房客               |
| 張寗                | 楊婕         | 訥訥閨蜜 就讀台大政治系，崇拜張耀州                 |
| 林微弋              | 三三         | 中澤女友 姓李，舞蹈老師。曾助江中澤逃亡             |
| 張喬翔 （Kiwebaby） | 訥訥         | 楊婕閨蜜 LGBT，歡場尋愛卻誤傷自身                   |
| 鄭人碩              | 張耀州       | 立法委員 學識報創辦人，後邀楊婕至服務處實習         |
| 呂名堯              | Sam          | 楊婕同學 對楊婕有好感                               |
| 岡本孝              | Hiroki       | 夜店酒客 日本人，邀請訥訥擔任其品牌模特兒           |
| 劉冠廷              | 刑警         | 客串演出 台北市刑警，曾到租屋處採證、訊問江中澤     |
| 蕭瑤                | 楊婕媽       | 客串演出 至租屋處拜託楊婕回家參加爺爺八十大壽       |
| 鄧九雲              | Joan         | 客串演出 Hiroki老婆                                 |
| 尹乃菁              | 教授         | 客串演出 楊婕教授，講述女性參政、投票權等議題       |
| 黎煥雄              | 精神科醫師   | 客串演出 傾聽江中澤犯案背後的動機                   |
| 鍾江澤              | 街頭流浪畫家 | 客串演出 曾被訥訥施捨過便當。本劇主角原型、畫作協力 |

## 電影歌曲
| 曲別   | 歌名               | 演唱         | 作詞   | 作曲           |
| 主題曲 | 太陽落下以前的天空 | 楊大正、余青 | 楊大正 | 楊大正、江致潔 |

## 外部連結
- 自畫像的Facebook專頁
- AllMovie上《自畫像》的资料（英文）
- 豆瓣电影上《自畫像》的資料 （简体中文）
- 香港影庫上《自畫像》的資料（繁體中文）
- 開眼電影網上《自畫像》的資料（繁體中文）
- Yahoo奇摩電影上《自畫像》的資料（繁體中文）
- 互联网电影数据库（IMDb）上《自畫像》的资料（英文）